# Gigantengräber von Iloi

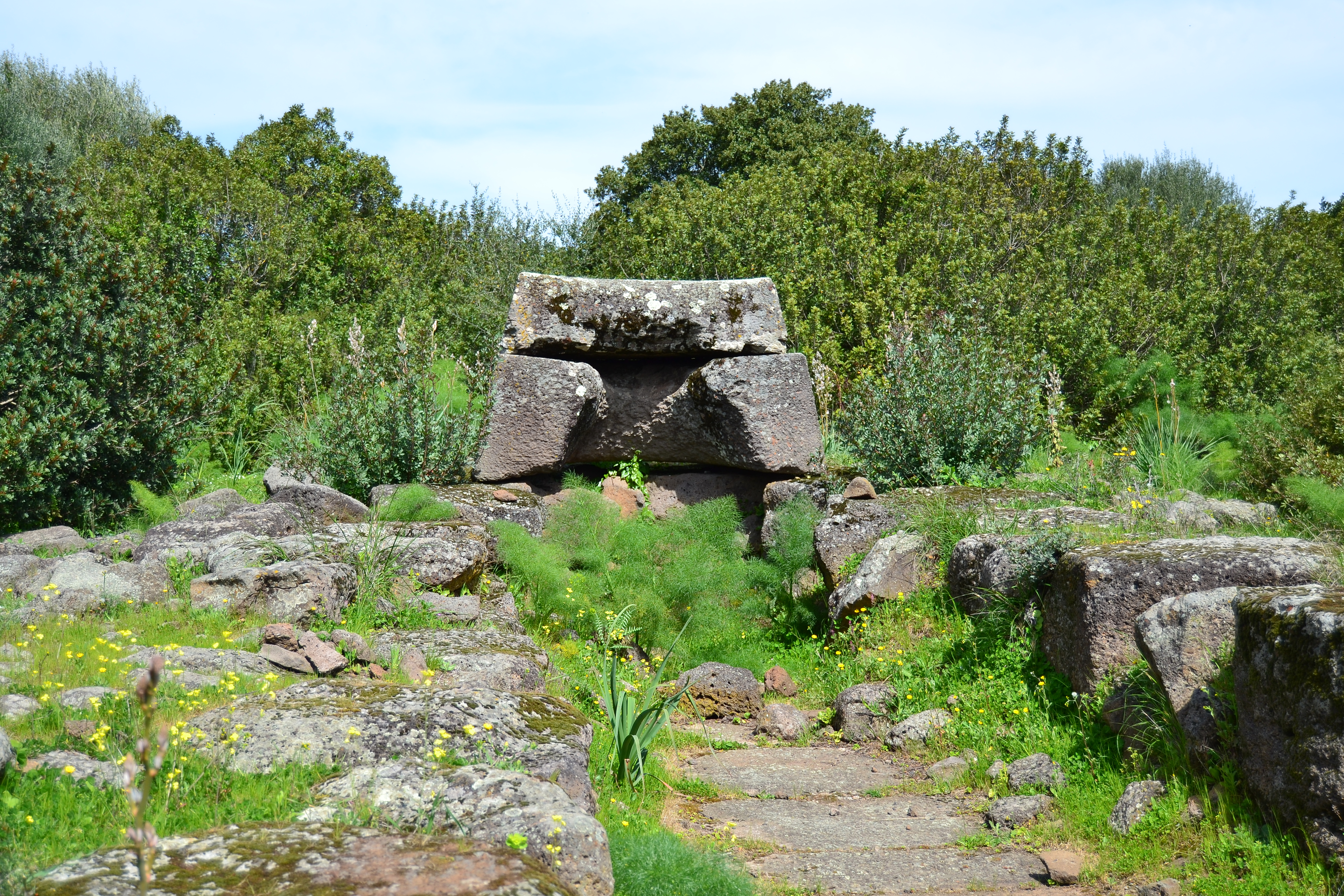
Gigantengrab 1

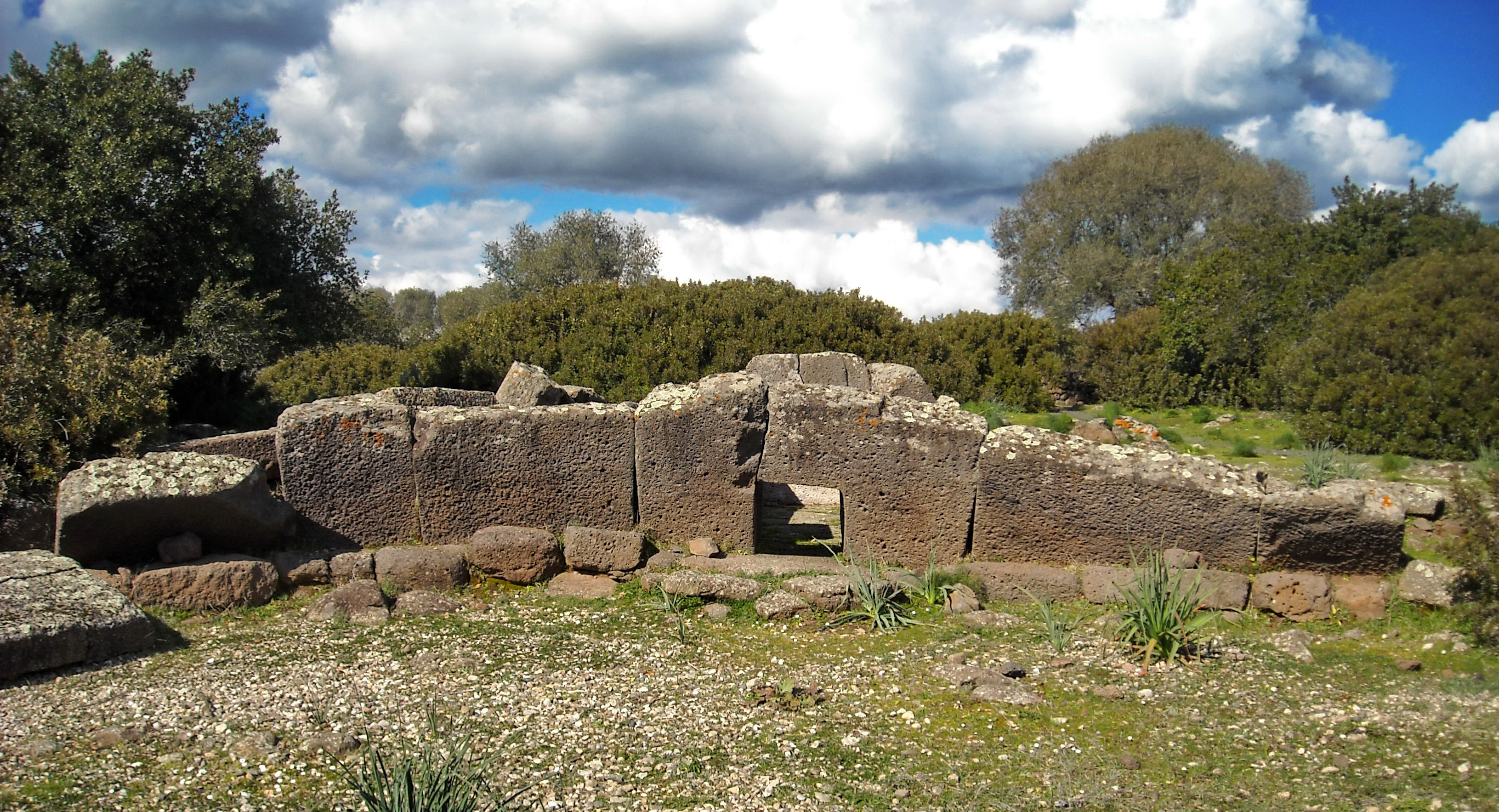
Gigantengrab 2

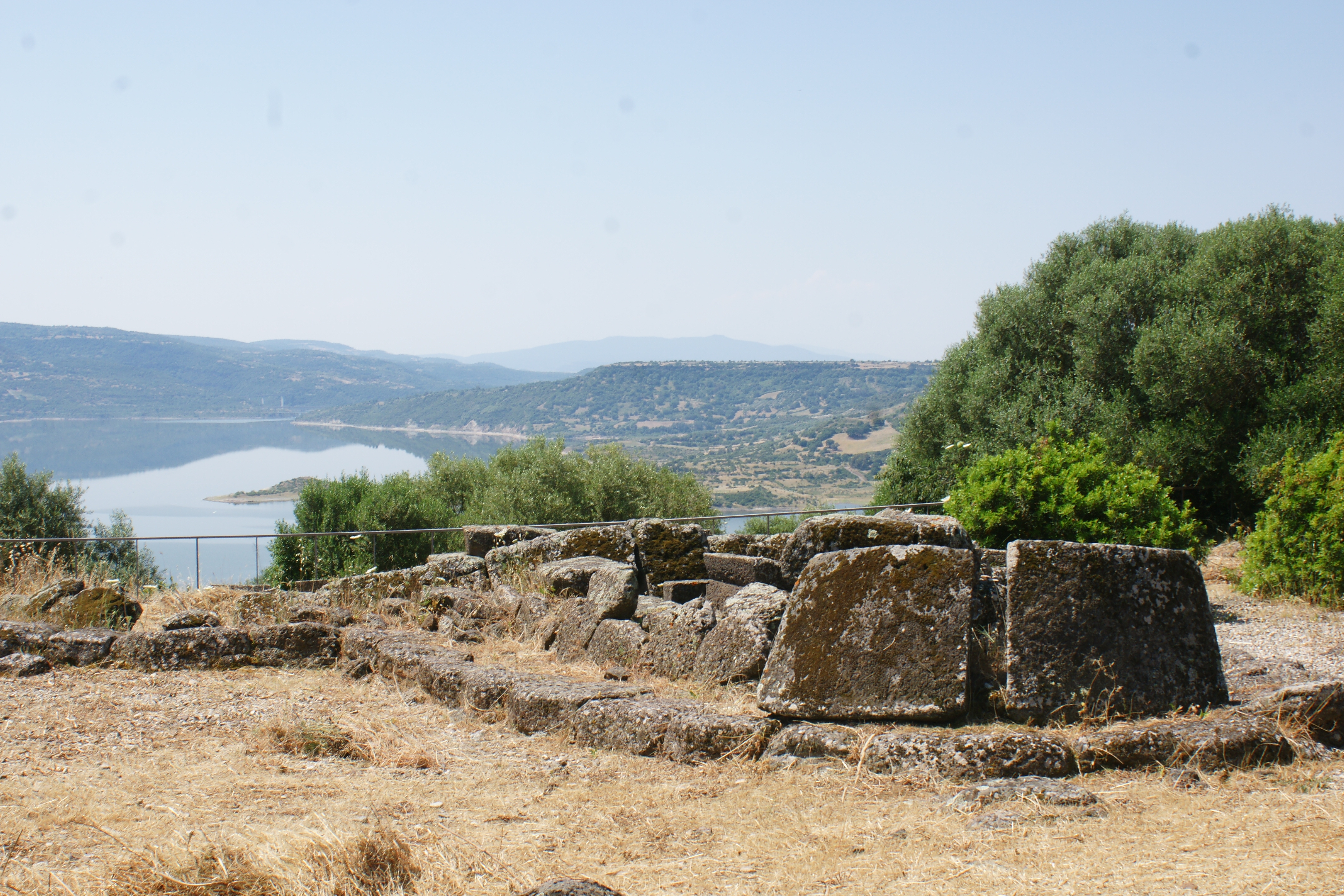
Gigantengrab 2

Die beiden Gigantengräber von Iloi liegen unweit der Nuraghe Iloi und der Zona Archeologica oberhalb des Lago Omodeo, bei Sedilo in der Provinz Oristano auf Sardinien, etwa 10 m voneinander entfernt nach Süden orientiert.

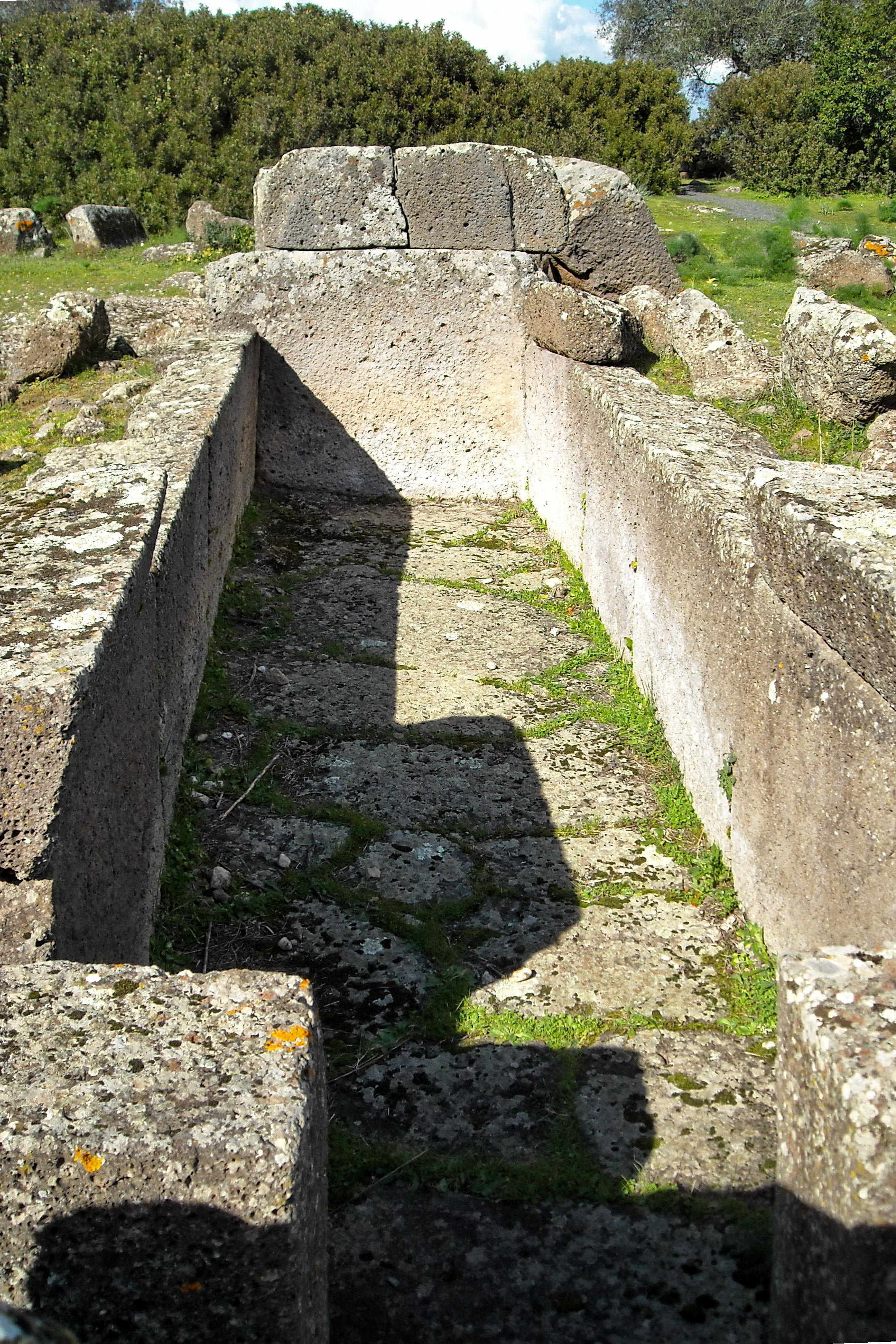
Gigantengrab 2

Die in Sardu „Tumbas de los zigantes“ und auf Italienisch (plur.) „Tombe dei Giganti“ genannten Gigantengräber wurden aus Blöcken von lokalem Basalt errichtet. Gigantengräber sind die größten pränuraghischen Kultanlagen Sardiniens und zählen europaweit zu den spätesten Megalithanlagen. Die 321 bekannten Gigantengräber sind Monumente der bronzezeitlichen Bonnanaro-Kultur (2.200–1.600 v. Chr.), die Vorläuferkultur der Nuraghenkultur ist.

## Typenfolge
Baulich treten Gigantengräber in zwei Varianten auf. Die Anlagen mit Portalstelen und Exedra gehören zum älteren Typ. Bei späteren Anlagen besteht die Exedra – statt aus monolithischen Stelen – aus einer in der Mitte deutlich erhöhten Quaderfassade aus bearbeiteten und geschichteten (italienisch tipo dolmenico - Dolmentyp) Steinblöcken. Da die Steine der Exedra bei Grab 1 fehlen, ist unklar, zu welchem Typ die Anlage gehört. Grab 2 ist eine Anlage des jüngeren Typs (mit Quaderfassade).

## Beschreibung
Grab 1 ist in mittelmäßigem Zustand. Zu erkennen sind die etwa 9 m lange und 1,4 m breite Kammer und ein Teil der gepflasterten Exedra. Die halbrunde Apsis besteht aus Trockenmauerwerk.
Grab 2 ist in besserem Zustand. Erhalten sind allerdings mehrheitlich die Basiselemente. Es wurde zwischen 1987 und 1990 ausgegraben. Die Kammer, deren Boden komplett plattiert ist, misst 4,70 × 0,80 m. Die sauber geglätteten Seitenwände bestehen aus acht Steinen. Die inzwischen nach außen geneigte Exedra aus perfekt gesetzten Blockreihen hat eine maximale Breite von etwa 11,6 m. Im Zentrum befindet sich eine größere, gespaltene Platte, in der die Zugangsöffnung ausgespart ist.
Die Präsenz von anderen Blöcken, darunter auch Zahnfriese, in der Gegend der Apsis deutet die Existenz eines dritten Grabes an.
Etwa 300 m entfernt liegen die Nuraghe Iloi und die Domus de Janas der Nekropole von Ispiluncas.